# Noel Buxton
Noel Edward Noel-Buxton (9 janvier 1869 - 12 septembre 1948) est un homme politique libéral britannique puis travailliste. Il est ministre de l'Agriculture et des Pêches sous Ramsay MacDonald en 1924 et entre 1929 et 1930.

## Jeunesse et éducation
Né Noel Edward Buxton, il est le deuxième fils de Fowell Buxton (3e baronnet), et fait ses études à Harrow et au Trinity College de Cambridge.

## Carrière politique
En 1896, il est aide de camp de son père pendant son mandat de Gouverneur d'Australie-Méridionale. Il fait partie du Whitechapel Board of guardians et du Central Unemployment Body et est membre du comité du ministère de l'Intérieur de lutte contre le Saturnisme.
Il se présente sans succès à Ipswich en 1900. Il est élu député libéral de Whitby en 1905, siège qu'il occupe jusqu'en 1906. Il reste hors du Parlement jusqu'aux élections générales de janvier 1910, date à laquelle il est élu pour Norfolk North. Il rejoint le Parti travailliste en 1919 et en 1922, il conserve son siège à Norfolk North en tant que candidat travailliste. Il continue à représenter la circonscription jusqu'en 1930. Lorsque le Parti travailliste arrive au pouvoir avec Ramsay MacDonald en janvier 1924, Buxton est nommé ministre de l'Agriculture et des Pêches avec un siège au Cabinet, et admis au Conseil privé. Il reste ministre de l'Agriculture et des Pêches jusqu'à la chute du gouvernement en décembre 1924. Il reprend le poste en 1929 (une fois de plus en tant que membre du cabinet) lorsque le parti travailliste revient au pouvoir sous MacDonald et l'occupe jusqu'en 1930, date à laquelle il est élevé à la pairie en tant que baron Noel-Buxton, d'Aylsham dans le Comté de Norfolk. Il change son nom de famille à ce moment en «Noel-Buxton», permettant ainsi que ce soit son titre.

## Balkans
Les Balkans représentent un moment important de la carrière de Buxton. En 1912, comme Buxton l'a prévu, la guerre éclate entre les pays balkaniques nouvellement indépendants de Bulgarie, de Grèce, du Monténégro et de Serbie et l'Empire ottoman. Buxton est président du Comité de secours de la guerre des Balkans. Peu de temps après le début de la guerre, il se rend en Bulgarie avec Mabel St Clair Stobart (en), fondatrice du Women's Sick and Wounded Convoy Corps. Il l'aide à convaincre le gouvernement d'accepter d'envoyer une unité médicale entièrement féminine à la guerre.
Pendant la Première Guerre mondiale (1914-1915), il part en mission politique avec son frère, Charles Roden Buxton, dans le but de garantir la neutralité de la Bulgarie. Alors qu'ils sont à Bucarest, en Roumanie en octobre 1914, une tentative d'assassinat est menée contre eux, par le militant turc Hasan Tahsin. Buxton est blessé et son frère reçoit une balle dans le poumon. Ils se sont tous deux rétablis et continuent de s'intéresser à la région.
Il publie plusieurs ouvrages : l'Europe et les Turcs; Avec le personnel bulgare ; Voyages et réflexions, 1929; et il est co-auteur de The Heart of the Empire, Travel and Politics in Armenia, The War and the Balkans, Balkan Problems and European Peace, et Oppressed Peoples and the League of Nations.

## Famille
Il est l'arrière-petit-fils de l'abolitionniste, Thomas Fowell Buxton il épouse Lucy Noel-Buxton en 1914. Elle lui succède en tant que députée de Norfolk North en 1930. Le couple a six enfants.
Il est décédé en septembre 1948, à l'âge de 79 ans, et est remplacé dans la baronnie par son fils aîné, Rufus Alexander (1917-1980). Lady Noel-Buxton est décédée en décembre 1960.

## Noel Buxton Trust
Inspiré par l'abolitionnisme de son arrière-grand-père, il crée le Noel Buxton Trust en 1919, avec un engagement à "une vision mondiale du bien-être humain". La subvention initiale est versée au Fight the Famine Council, dirigé par Eglantyne Jebb et sa belle-sœur Dorothy Buxton, qui est devenue plus tard le Save the Children Fund. L'organisme de bienfaisance fonctionne toujours et a récemment financé le Family Rights Group, la Community Chaplaincy Association travaillant avec d'anciens détenus, et Excellent, un organisme de bienfaisance soutenant le développement durable avec des communautés de subsistance en Afrique .